# Anton Ferdinand
Anton Julian Ferdinand (n. 18 de febrero de 1985) es un exfutbolista inglés. Jugaba de defensa central.

## Inicios
Nacido en una familia de futbolistas (tanto su hermano Rio como su primo Les son jugadores exitosos), Anton Ferdinand mostró un talento considerable desde temprana edad. Como su hermano, él prefería jugar en defensa. Su habilidad en esta posición lo llevó a ser contratado por la academia del West Ham United. En particular, eran sus habilidades técnicas y confianza con el balón lo que impresionó más y se hicieron predicciones de una defensa inglesa formada por los hermanos Ferdinand.

## Trayectoria

### West Ham United F.C.
Ferdinand se unió al West Ham como un aprendiz en diciembre de 2002 y su debut fue en agosto de 2003 cuando fue titular en la victoria 2-1 contra el Preston North End FC en el día inaugural de la temporada 2003-04. Participó en 26 juegos esa temporada.
En la temporada 2004-05, él cementó su titularidad con varias presentaciones claves (incluyendo su anotación en la última fecha en la que su equipo venció al Watford FC 2-1). El West Ham consiguió un espacio en los playoffs donde consiguió vencer al Preston en la final y así volver a la FA Premier League luego de una ausencia de dos años. A finales de julio de 2005, Ferdinand decidió permanecer en el West Ham firmando un contrato de tres años con el club.
Ferdinand obtuvo el premio al Mejor Jugador de Mes de la Premier League en 2006. Sin embargo en la final de la FA Cup contra el Liverpool FC en Cardiff, Ferdinand falló en la tanda de penales, lo que significó la derrota de su club.
En marzo de 2007 se reveló que Ferdinand había sido multado con dos semanas de salario (aproximadamente £45,000) por mentir acerca de sus paraderos. Ferdinand le dijo al club que necesitaba ir a la Isla de Wight a visitar a su abuela cuando en realidad viajó a Carolina del Sur para celebrar su cumpleaños 22. El West Ham perdió el partido de esa semana contra el Charlton Athletic 0-4.
Ferdinand comenzó la temporada 2007-08 en buena forma, creando una fuerte pareja en la defensa central con Matthew Upson.

### Sunderland Association Football Club
El 27 de agosto de 2008, Ferdinand firmó con el Sunderland por un monto de aproximadamente £8 millones. A pesar de tener un inicio prometedor con el club, el jugador anotó un autogol de último minuto contra Manchester United, en un partido que terminó 2-2 en Old Trafford. Ferdinand no contó con el agrado del nuevo entrenador del Sunderland Steve Bruce y durante la temporada 2010-2011 no tuvo muchas oportunidades con el primer equipo. 

### Queens Park Rangers
El 31 de agosto de 2011, el Sunderland aceptó una oferta del Queens Park Rangers Football Club por Ferdinand. El traspaso fue confirmado al día siguiente y el defensor hizo su debut el 12 de septiembre, jugando los 90 minutos en el empate 0-0 contra el Newcastle United en Loftus Road. El 23 de octubre de 2011, en un partido entre el Queen Park Rangers y el Chelsea FC, Ferdinand acusó al capitán del equipo contrario, John Terry, de haber proferido un insulto racista en su contra, una acusación que fue negada por Terry. El 1 de noviembre, la Policía Metropolitana de Londres anunció que iniciarían una investigación formal sobre las acusaciones.

### Bursaspor
En enero de 2013, después de tener dificultades encontrando un puesto en el equipo titular del Queens Park, Ferdinand fue cedido en préstamo al club turco Bursaspor hasta el final de la temporada. Ferdinand jugó siete juegos para el equipo, el cual ocupó el cuarto puesto en la Superliga de Turquía, con lo cual clasificaron para la Liga Europea de la UEFA 2013-14.

### Antalyaspor
El 13 de agosto de 2013, Ferdinand firmó un contrato de tres años con el club turco Antalyaspor Kulübü.

### Reading
Ferdinand fichó con el Police United FC de la Liga Premier de Tailandia por dos temporadas, después de participar en tres encuentros de liga con el Antalyaspor en la temporada 2013-2014. Sin embargo, la BBC reportó posteriormente que el trato había sido cancelado y que Ferdinand había firmado con el Reading Football Club de la Football League Championship, el cual fue adquirido en julio de 2014 por un consorcio del que el gerente general del Police United formaba parte.

## Selección nacional
Anton ha sido jugador regular de la selección de fútbol sub-21 de Inglaterra, donde hizo su debut en la victoria 3-1 contra Ucrania en el Riverside Stadium el 17 de agosto de 2004.
Ferdinand fue seleccionado como parte de la escuadra inglesa para el Campeonato Europeo de Fútbol Sub-21 2007 en Países Bajos, usando el número 5 en su camiseta. Debido a una lesión de la que se estaba recuperando, Anton solo hizo una aparición, como sustituto, en la semifinal en contra de los anfitriones. El partido terminó 1-1 luego del tiempo extra, y en la tanda de penales, Ferdinand anotó uno y falló otro para un resultado de 13-12 a favor de Países Bajos. Esta fue su última aparición Sub-21.

## Estadísticas
| West Ham United Inglaterra | 2.ª           | 2003-04       | 20  | 0 | 6  | 0 | – | – | 26  | 0 |
| West Ham United Inglaterra | 2.ª           | 2004-05       | 32  | 1 | 4  | 0 | – | – | 36  | 1 |
| West Ham United Inglaterra | 1.ª           | 2005-06       | 33  | 2 | 5  | 0 | – | – | 38  | 2 |
| West Ham United Inglaterra | 1.ª           | 2006-07       | 31  | 0 | 2  | 0 | 1 | 0 | 34  | 0 |
| West Ham United Inglaterra | 1.ª           | 2007-08       | 25  | 2 | 4  | 0 | – | – | 29  | 2 |
| West Ham United Inglaterra | Total club    | Total club    | 141 | 5 | 21 | 0 | 1 | 0 | 163 | 5 |
| Sunderland Inglaterra | 1.ª           | 2008-09       | 31  | 0 | 5  | 0 | – | – | 36  | 0 |
| Sunderland Inglaterra | 1.ª           | 2009-10       | 24  | 0 | 1  | 0 | – | – | 25  | 0 |
| Sunderland Inglaterra | 1.ª           | 2010-11       | 27  | 0 | 3  | 0 | – | – | 30  | 0 |
| Sunderland Inglaterra | 1.ª           | 2011-12       | 3   | 0 | 1  | 0 | – | – | 4   | 0 |
| Sunderland Inglaterra | Total club    | Total club    | 85  | 0 | 10 | 0 | 0 | 0 | 95  | 0 |
| Queens Park Rangers Inglaterra | 1.ª           | 2011-12       | 31  | 0 | 2  | 0 | – | – | 33  | 0 |
| Queens Park Rangers Inglaterra | 1.ª           | 2012-13       | 13  | 0 | 3  | 0 | – | – | 16  | 0 |
| Queens Park Rangers Inglaterra | Total club    | Total club    | 44  | 0 | 5  | 0 | 0 | 0 | 49  | 0 |
| Bursaspor Turquía | 1.ª           | 2012-13       | 7   | 0 | 1  | 0 | – | – | 8   | 0 |
| Bursaspor Turquía | Total club    | Total club    | 7   | 0 | 1  | 0 | 0 | 0 | 8   | 0 |
| Antalyaspor Turquía | 1.ª           | 2013-14       | 3   | 0 | 3  | 0 | – | – | 6   | 0 |
| Antalyaspor Turquía | Total club    | Total club    | 3   | 0 | 3  | 0 | 0 | 0 | 6   | 0 |
| Reading Inglaterra | 2.ª           | 2014-15       | 2   | 0 | 0  | 0 | – | – | 2   | 0 |
| Reading Inglaterra | 2.ª           | 2015-16       | 19  | 0 | 2  | 0 | – | – | 24  | 0 |
| Reading Inglaterra | Total club    | Total club    | 21  | 0 | 2  | 0 | 0 | 0 | 26  | 0 |
| Southend United Inglaterra | 3.ª           | 2016-17       | 34  | 2 | 2  | 0 | – | – | 36  | 2 |
| Southend United Inglaterra | 3.ª           | 2017-18       | 31  | 0 | 4  | 0 | – | – | 35  | 0 |
| Southend United Inglaterra | Total club    | Total club    | 65  | 2 | 6  | 0 | 0 | 0 | 71  | 2 |
| St Mirren Escocia | 1.ª           | 2018-19       | 18  | 0 | 1  | 0 | – | – | 19  | 0 |
| St Mirren Escocia | Total club    | Total club    | 18  | 0 | 1  | 0 | 0 | 0 | 19  | 0 |
| Total carrera | Total carrera | Total carrera | 384 | 7 | 0  | 0 | 1 | 0 | 437 | 7 |
| (1) Incluye play-offs (2) Incluye datos de la FA Cup, la Copa de la Liga de Inglaterra, la Copa de Turquía y el EFL Trophy (3) Incluye datos de la Copa de la UEFA |               |               |     |   |    |   |   |   |     |   |